# Ванделен
Ванделен (лат. Wandelenus; умер в 585) — наставник и советник несовершеннолетнего короля Австразии Хильдеберта II в 581—585 годах. В некоторых исторических источниках наделяется должностью майордома.

## Биография
Основным историческим источником о жизни Ванделена является «История франков» Григория Турского.
Происхождение Ванделена неизвестно. Вероятно, к началу 580-х годов он занимал видное место при австразийском королевском дворе. Именно поэтому после смерти Гогона, скончавшегося в 581 году, Ванделену было поручено дальнейшее воспитание несовершеннолетнего короля Хильдеберта II. Возможно, что его полномочия в это время распространялись не только на воспитание юного монарха, но и на управление всем королевством.
В современных Ванделену документах он ни разу не упоминается в качестве майордома. В них он представлен только как наставник или воспитатель (лат. nutricius) короля Хильдеберта II. Однако ряд средневековых историков в своих хрониках наделяли Ванделена должностью майордома. Возможно, эти свидетельства являются перенесением названия позднейшей должности в события более раннего времени. Первые достоверные сведения о существовании должности майордома франкских королевств относятся только к периоду около 600 года.
В «Истории франков» Григория Турского не сообщается никаких подробностей о деятельности Ванделена до самого момента его смерти. Возможно, в это время он находился в подчинении других, намного более могущественных лиц придворного круга, таких как епископ Реймса Эгидий и герцоги Урсион и Бертефред. Отстранение от власти сторонников Гогона привело к нескольким мятежам, возглавленным знатными австразийцами. Наиболее значительными были выступления герцога Шампани Лупа и ректора Прованса Динамия в 581 году. Современные историки связывают с Ванделеном и его соратниками изменение во внешней политике Австразии: они разорвали союз с королём Бургундии Гунтрамном и начали сближение с правителем Нейстрии Хильпериком I. В это время Австразия, фактически, находилась в состоянии войны с Бургундией, хотя, в отличие от Нейстрии, и не вела активных военных действий. Только тяжёлое поражение, нанесённое нейстрийцам королём Гунтрамном, и рождение у Хильперика I сына Теодориха положили конец антибургундской политике властей Австразии. В 584 году между Хильдебертом II и Гунтрамном был возобновлён союз на прежних условиях.
Ванделен скончался в 585 году. После его смерти все пожалования, данные ему австразийскими монархами, были конфискованы и возвращены обратно в королевскую казну. Так как Хильдеберт II уже вскоре должен был стать совершеннолетним, нового воспитателя молодому королю назначено не было: эту обязанность взяла на себя его мать, королева Брунгильда. О том, был ли после смерти Ванделена кто-либо назначен на должность майордома, ничего не известно. Следующим лицом, упоминающимся в источниках в качестве майордома Австразии, был Гундульф.